# Gutschick

Karte des Quartiers

Gutschick ist ein Quartier der Stadt Winterthur. Es bildet zusammen mit den Quartieren Deutweg und Endliker den 1973 gebildeten Stadtkreis 7 (Mattenbach).

## Geografie
Das Quartier Gutschick ist relativ eben und besitzt über seine ganzes Gebiet nur wenige Meter Höhendifferenz. Gutschick liegt im westlichen Teil des Stadtkreises Mattenbach und grenzt mit dem zum Quartiergebiet dazugehörenden Grüngürtel an das zum Stadtkreis Seen gehörende Quartier Waser. Im Norden bildet die Grüzefeldstrasse die Abgrenzung zum Quartier Grüze, das zu Oberwinterthur gehört. Im Osten befindet sich der Sportkomplex Deutweg mit Eishalle, Leichtathletikstadion und Fussballplätzen, die bereits zum Quartier Deutweg gehören. Im Süden bildet die vielbefahrene Tösstalstrasse die Abgrenzung zum Quartier Endliker.

## Bildung
Auf dem Gebiet des Quartiers befindet sich der Kindergarten und das Primarschulhaus Gutschick. In die Oberstufe gehen die Schüler ins Oberstufenschulhaus Mattenbach, das jenseits der Tösstalstrasse im Quartier Deutweg liegt.

## Geschichte

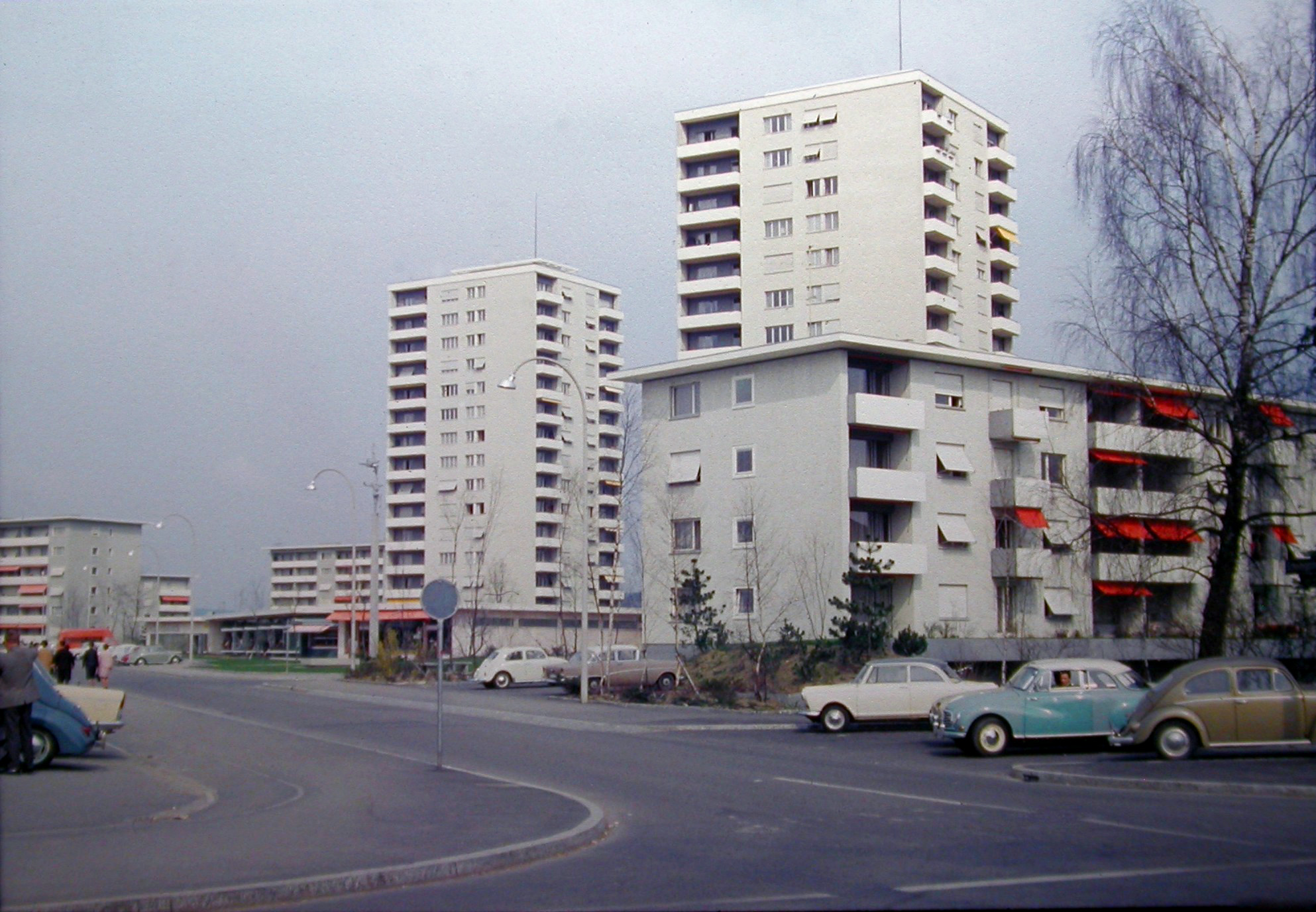
Die Siedlung Grüzefeld nach ihrer Erstellung 1964

Das Quartier Gutschick entstand in den 1960er Jahren, einzig an der Tösstalstrasse standen bereits zuvor einzelne Wohnhäuser. Zuerst wurde Anfang der 1960er Jahre durch die Mattenbach Bau AG von Immobilienunternehmer Robert Heuberger südlich der Strahleggstrasse die Siedlung Gutschick gebaut – bestehend aus zwei fünfzehnstöckigen Wohnhochhäusern, zehn Mehrfamilienhäusern und einer Ladenpassage. 1964 wurde das Schulhaus Gutschick an der Ecke Hörnli-/Scheideggstrasse nach den Plänen von Ulrich Baumgartner erstellt.
Im Teil nördlich der Strahleggstrasse befindet sich die 1965–67 entstandene genossenschaftliche Grossüberbauung «Grüzefeld», die erste grössere Plattenbausiedlung der Stadt. Mit der Planung dieser Überbauung -die auch ein Gegenmodell zur Siedlung Gutschick sein sollte- wurde mit einem Ideenwettbewerb bereits 1960 begonnen, aber aufgrund verschiedener einzuholender Ausnahmebewilligungen und der komplizierten Besitzverhältnisse dauerte es fünf Jahre, bis mit dem Bau begonnen werden konnte. Die zwei- bis zwölfgeschossigen, in Elementbauweise erstellten langen Wohnhäuser erhielten nach ihrer Fertigstellung von der Bevölkerung ironische Bezeichnungen wie «Affenfelsen» oder «Zindel-Hörner», in Anspielung an den damaligen sozialdemokratischen Stadtrat Heinrich Zindel, der den Bau dieser bewusst zinsgünstig ausgeführten Häuser vorangetrieben hatte.
Nachdem Mattenbach zum eigenen Stadtkreis erhoben wurde, entstand auf Initiative der Stadt die Vereinigung für Gemeinwesensarbeit, der heutige Quartierverein Gutschick-Mattenbach. Nach einer erfolgreichen Volksabstimmung erhielt das Quartier 1975 ein Quartierzentrum, dass hiermit auch die Zentrumsfunktion des damals neu entstandenen Stadtkreis bekräftigen sollte.
In den 2010er-Jahren wies ein Sozialmonitoring im Gutschick einen hohen sozialen Belastungsindex aus, worauf die katholische Kirche mit einer inzwischen breiteren Trägerschaft einen Kinder- und Jugendtreff einrichteten. Zudem stellten die Genossenschaftene eine für den gesamten Stadtkreis zuständige Sozialarbeiterin ein.

## Verkehrsanbindung
Das Quartier wird durch regelmässig befahrene Trolleybuslinien von Stadtbus Winterthur im Norden sowie Süden erschlossen. Im Norden verkehrt entlang der Grüzefeldstrasse die Buslinie 3 (Rosenberg–HB–Oberseen) Richtung Oberseen und hält auf Höhe des Quartiers an den Haltestellen «Scheidegg» und «Strahlegg». Im Süden bedient die Buslinie 2 (Wülflingen–HB–Seen) Richtung Seen das Quartier mit den Haltestellen «Endliker», «Gutschick» und «Waldegg». Ebenfalls endet die Verstärkungslinie 2E an der Wendeschlaufe der Bushaltestelle «Waldegg».
An Wochenenden werden diese Haltestellen im Halbstundentakt von den deckungsgleich zu ihren jeweiligen Taglinien verkehrenden Nachtbussen N2 (Wülflingen–HB–Seen) und N3 (Rosenberg–HB–Oberseen) bedient.

## Kultur und Freizeit
Die nahegelegenen Sportanlagen auf dem Deutweg ermöglichen eine umfangreiche sportliche Betätigung. Auch die Allmend Grüzefeld, die den Stadtkreis Mattenbach von Seen abtrennt, bietet sich als Naherholungsgebiet an.